# Budweiser Events Center
Budweiser Events Center je víceúčelová aréna nacházející se v Lovelandu v americkém federálním státu Colorado. Otevření proběhlo v roce 2003. Aréna je domovským stadionem týmu AHL Colorado Eagles, který je od roku 2019 farmou týmu NHL Colorado Avalanche. Své domovské zázemí zde měl tým ženské basketbalové ligy NWBL Colorado Chill a také místní týmy evropského a amerického fotbalu.